# Rürup-Rente
Die Basisrente, umgangssprachlich als Rürup-Rente nach dem Ökonomen Bert Rürup bezeichnet, wurde 2005 in Deutschland als steuerlich begünstigte Form der privaten Altersvorsorge eingeführt. Sie tritt damit neben die versicherungsrechtlichen Vorsorgemöglichkeiten der betrieblichen Altersversorgung, der „klassischen“ privaten Rentenversicherung und der 2002 eingeführten Riester-Rente. Wegen ihrer von diesen Vertragsformen abweichenden Leistungskriterien und steuerlichen Behandlung gilt die Basisrente als günstige Alternative insbesondere für Personen, welche in der Ansparphase ein höheres steuerpflichtiges Einkommen haben und/oder mangels Pflichtversicherung zur gesetzlichen Rentenversicherung keine Riester-Rente in Anspruch nehmen können, etwa weil sie Selbständige sind oder als Freiberufler beitragspflichtig zu einem Versorgungswerk. Die Prämien können – der Höhe nach begrenzt – nach § 10 Abs. 1 Nr. 2 b) EStG als Sonderausgaben vom Gesamtbetrag der Einkünfte abgezogen werden. 2024 ergibt sich ein absetzbarer Höchstbetrag von 27.566 Euro pro Jahr (bei Verheirateten: 55.132 Euro); dies ergibt sich aus § 10 Abs. 3 EStG, welcher die Höhe abziehbarer Vorsorgeaufwendungen an die Beitragsbemessungsgrenze der knappschaftlichen Rentenversicherung koppelt.
Im Gegensatz zur gesetzlichen Rente ist die Basisrente nicht umlagefinanziert, sondern versicherungswirtschaftlich kapitalgedeckt. Von der klassischen privaten Rentenversicherung und der Riester-Rente unterscheidet sich die Basisrente unter anderem darin, dass es bei ihr kein Kapitalwahlrecht gibt, die Ansprüche also nicht in Form einer Ablaufsumme ausgezahlt werden können. Stattdessen sind Basisrenten stets zu 100 % zu verrenten, also als lebenslange Rente auszuzahlen. Dagegen kann der erworbene Leistungsanspruch in der privaten Rentenversicherung auf Wunsch vollständig – bei der Riester-Rente bis zu 30 % – als Einmalbetrag ausgezahlt werden.

## Voraussetzungen
Die Beiträge zum Aufbau einer Rürup-Rente sind nur unter folgenden Einschränkungen und Voraussetzungen als Sonderausgaben absetzbar:
- Der Versicherungsvertrag oder Fondssparplan muss durch das Bundeszentralamt für Steuern zertifiziert sein.[2]
- Im Rahmen der gesetzlichen Höchstbeträge nach dem Alterseinkünftegesetz (derzeit jährlich 27.566 Euro bei Ledigen und 55.132 Euro bei Verheirateten).
- Die Basisrente darf beim Vertragsabschluss vor dem 1. Januar 2012 nicht vor Vollendung des 60. Lebensjahres und bei einem Vertragsabschluss nach dem 31. Dezember 2011 nicht vor Vollendung des 62. Lebensjahres beginnen.
- Ansprüche aus dem Vertrag sind außerhalb eines engen Bezugsrechts nicht vererbbar, weiterhin nicht beleihbar und nicht veräußerbar (§ 10 Abs. 1 Nr. 2b, aa, S. 2 in Verbindung mit Abs. Nr. 2 Satz 2 EStG).

## Steuerliche Behandlung
Für die steuerliche Behandlung der Basisrente sind zwei Phasen zu unterscheiden, die Anwartschaftsphase (Ansparphase), in der die Beiträge entrichtet werden, und die Leistungsphase (Rentenphase).

### Ansparphase
Grundsätzlich gilt, dass Beiträge zu Rürup-Verträgen, genauso wie Beiträge zur gesetzlichen Rentenversicherung, als Sonderausgaben geltend gemacht werden können. Die abzugsfähigen Beiträge sind jedoch gedeckelt. Der Höchstbetrag lag bis 2014 bei 20.000 € (Ledige) und 40.000 € (gemeinschaftlich veranlagte Verheiratete). Seit 2015 ist er an den Höchstbeitrag zur knappschaftlichen Rentenversicherung gekoppelt. Dieser setzt sich aus dem Beitragssatz zur knappschaftlichen Rentenversicherung (2020 bei 24,7 Prozent) und der dazugehörigen Beitragsbemessungsgrenze (2020: 101.400 €/Jahr) zusammen und wird jährlich angepasst. Auch für Steuerpflichtige mit Wohnort in Ostdeutschland ist bei der Berechnung der maximal absetzbaren Sonderausgaben der Höchstbeitrag zur knappschaftlichen Rentenversicherung West maßgeblich. Bei Arbeitnehmern werden sowohl die steuerfreien Arbeitgeberanteile als auch die Arbeitnehmeranteile zur gesetzlichen Rentenversicherung vom Höchstbetragskontingent abgezogen. In der Einführungsphase der Basisrente (2005 bis 2025) können geleistete Beiträge (bis maximal zum Höchstbetrag) nur anteilig als Sonderausgaben geltend gemacht werden: Bei Einführung der Basisrente im Jahr 2005 betrug der als Sonderausgaben abzugsfähige Betrag 60 % der entrichteten Beiträge. Seitdem steigt der Prozentsatz jährlich in 2 %-Schritten an (§ 10 EStG) und erreicht letztlich 2025 100 % des aufgebrachten Beitrags.
| Steuerjahr   | 2005     | 2006     | 2007     | 2008     | 2009     | 2010     | 2011     | 2012     | 2013     | 2014     |
| ------------ | -------- | -------- | -------- | -------- | -------- | -------- | -------- | -------- | -------- | -------- |
| Höchstbetrag | 20.000 € | 20.000 € | 20.000 € | 20.000 € | 20.000 € | 20.000 € | 20.000 € | 20.000 € | 20.000 € | 20.000 € |
| Anteil       | 60 %     | 62 %     | 64 %     | 66 %     | 68 %     | 70 %     | 72 %     | 74 %     | 76 %     | 78 %     |
| Betrag       | 12.000 € | 12.400 € | 12.800 € | 13.200 € | 13.600 € | 14.000 € | 14.400 € | 14.800 € | 15.200 € | 15.600 € |

| Steuerjahr               | 2015     | 2016     | 2017     | 2018     | 2019     | 2020      | 2021      | 2022      | 2023      | 2024      | 2025      |
| ------------------------ | -------- | -------- | -------- | -------- | -------- | --------- | --------- | --------- | --------- | --------- | --------- |
| Beitragsbemessungsgrenze | 89.400 € | 91.800 € | 94.200 € | 96.000 € | 98.400 € | 101.400 € | 104.400 € | 103.800 € | 107.400 € | 111.600 € | 118.800 € |
| Beitragssatz             | 24,8 %   | 24,8 %   | 24,8 %   | 24,7 %   | 24,7 %   | 24,7 %    | 24,7 %    | 24,7 %    | 24,7 %    | 24,7 %    | 24,7 %    |
| Höchstbetrag             | 22.172 € | 22.766 € | 23.362 € | 23.712 € | 24.305 € | 25.046 €  | 25.787 €  | 25.639 €  | 26.528 €  | 27.566 €  | 29.344 €  |
| Anteil                   | 80 %     | 82 %     | 84 %     | 86 %     | 88 %     | 90 %      | 92 %      | 94 %      | 100 %     | 100 %     | 100 %     |
| Betrag                   | 17.738 € | 18.668 € | 19.624 € | 20.392 € | 21.388 € | 22.541 €  | 23.724 €  | 24.101 €  | 26.528 €  | 27.566 €  | 29.344 €  |

| Steuerjahr                                                       | Steuerjahr                                                       | 2015     | 2016     | 2017     | 2018     | 2019     | 2020     | 2021     | 2022     | 2023     | 2024     | ab 2025  |
| ---------------------------------------------------------------- | ---------------------------------------------------------------- | -------- | -------- | -------- | -------- | -------- | -------- | -------- | -------- | -------- | -------- | -------- |
| Deckelungsbetrag (G) gesamte Altersvorsogeaufwendungen           | Deckelungsbetrag (G) gesamte Altersvorsogeaufwendungen           | 22.172 € | 22.766 € | 23.362 € | 23.712 € | 24.305 € | 25.046 € | 25.787 € | 25.639 € | 26.528 € | 27.566 € | 29.344 € |
| Beitragsbemessungsgrenze allg. RV                                | Beitragsbemessungsgrenze allg. RV                                | 72.600 € | 74.400 € | 76.200 € | 78.000 € | 80.400 € | 82.800 € | 85.200 € | 84.600 € | 87.600 € | 90.600 € | 96.600 € |
| Beitragssatz allg. RV                                            | Beitragssatz allg. RV                                            | 18,7 %   | 18,7 %   | 18,7 %   | 18,6 %   | 18,6 %   | 18,6 %   | 18,6 %   | 18,6 %   | 18,6%    | 18,6%    | 18,6 %   |
| Höchstbeitrag gesetzlich RV                                      | AG-Anteil (RVAG)                                                 | 6.788 €  | 6.956 €  | 7.125 €  | 7.254 €  | 7.477 €  | 7.700 €  | 7.923 €  | 7.868 €  | 8.147 €  | 8.426 €  | 8.984 €  |
| Höchstbeitrag gesetzlich RV                                      | AN-Anteil (RVAN)                                                 | 6.788 €  | 6.956 €  | 7.125 €  | 7.254 €  | 7.477 €  | 7.700 €  | 7.923 €  | 7.868 €  | 8.147 €  | 8.426 €  | 8.984 €  |
| Höchstbeitrag Basisrente (BB = G − RVAG − RVAN)                  | Höchstbeitrag Basisrente (BB = G − RVAG − RVAN)                  | 8.596 €  | 8.853 €  | 9.113 €  | 9.204 €  | 9.351 €  | 9.646 €  | 9.939 €  | 9.903 €  | 10.234 € | 10.714 € | 11.376 € |
| als Sonderausgaben berücksichtigbarer Anteil von G (a)           | als Sonderausgaben berücksichtigbarer Anteil von G (a)           | 80 %     | 82 %     | 84 %     | 86 %     | 88 %     | 90 %     | 92 %     | 94 %     | 100 %    | 100 %    | 100 %    |
| Maximal berücksichtigte Altersvorsorgeaufwendungen (MAV = a x G) | Maximal berücksichtigte Altersvorsorgeaufwendungen (MAV = a x G) | 17.738 € | 18.668 € | 19.624 € | 20.392 € | 21.388 € | 22.541 € | 23.724 € | 24.101 € | 26.528 € | 27.566 € | 29.344 € |
| Maximal berücksichtigte Sonderausgaben (MAV − RVAG)              | Maximal berücksichtigte Sonderausgaben (MAV − RVAG)              | 10.950 € | 11.712 € | 12.499 € | 13.038 € | 13.911 € | 14.841 € | 15.801 € | 16.233 € | 18.381 € | 19.140 € | 20.360 € |

### Rentenphase
Die steuerliche Behandlung der Rürup-Rente entspricht in der Rentenphase der der gesetzlichen Rentenversicherung.
Die monatlichen Leistungen aus der Rürup-Rente sind bis 2058 nur begrenzt steuerpflichtig. Der steuerfreie Anteil wird zu Beginn des Rentenbezuges festgelegt und als fester Betrag in Euro lebenslang festgeschrieben (sogenannte Besteuerung nach dem Kohortenprinzip; jeder Jahrgang bildet eine Kohorte). Je später der Rentenbeginn liegt, desto höher ist der Prozentsatz der Rente, der zu versteuern ist. Bis 2020 steigt der steuerpflichtige Prozentsatz von zunächst 50 % für den Rentenbeginn im Jahr 2005 jährlich um 2 %-Punkte an, 2021 und 2022 um jeweils 1 %-Punkt, danach bis 2058 um jährlich 0,5 %-Punkte. Ab 2058 sind die Leistungen für erstmals ausgezahlte Rürup-Renten dauerhaft voll zu versteuern. Nach dem Jahr des Rentenbeginns erfolgende Rentensteigerungen werden zudem mit 100 % besteuert (§ 22 Nr. 1 Tabelle aa) EStG).
| Rentenbeginn       | 2005 | 2006 | 2007 | … | 2018 | 2019 | 2020 | 2021 | 2022 | 2023   | 2024 | 2025   | 2026 | … | 2056 | 2057   | ab 2058 |
| Besteuerungsanteil | 50 % | 52 % | 54 % | … | 76 % | 78 % | 80 % | 81 % | 82 % | 82,5 % | 83 % | 83,5 % | 84 % | … | 99 % | 99,5 % | 100 %   |

- Beispiel für erstmals im Jahr 2012 ausgezahlte Basisrente: Der steuerpflichtige Prozentsatz für 2012 sowie der maßgebliche Prozentsatz zur Berechnung des steuerfreien Anteils ist 64 %. Beträgt also die volle Jahresrente im Jahr 2013 z. B. 10.000 €, so sind hiervon 6.400 € steuerpflichtig. 3.600 € werden lebenslang ab 2013 als steuerfreier Betrag festgeschrieben.
- Beispiel für erstmals im Jahr 2013 ausgezahlte Basisrente: Der steuerpflichtige Prozentsatz für 2013 sowie der maßgebliche Prozentsatz zur Berechnung des steuerfreien Anteils ist 66 %. Beträgt also die volle Jahresrente im Jahr 2014 z. B. 10.000 €, so sind hiervon 6.600 € steuerpflichtig. 3.400 € werden lebenslang ab 2014 als steuerfreier Betrag festgeschrieben.
- Beispiel bei späterer Rentenerhöhung: Steigt die Rente nach dem Jahr des Rentenbeginns beispielsweise um 500 €, so sind diese zusätzlichen 500 € voll zu versteuern.

## Förderbare Sparformen
Rürup- oder Basisrenten werden in speziell dafür vorgesehenen Tarifen angeboten als:
- konventionelle Rentenversicherung
- fondsgebundene Rentenversicherung
- in der Ansparphase auch als Fondssparplan

## Leistung im Todesfall

### In der Ansparphase
Eine Rürup-Rente kann nicht vererbt werden; d. h., im Todesfall fällt das Vermögen wie bei der gesetzlichen Rentenversicherung an die Versichertengemeinschaft.
Die Versicherungswirtschaft bietet verschiedene Lösungen an, wenn dieser Verlust nicht gewünscht ist:
- Der Versicherungsvertrag kann mit einer Hinterbliebenenrente in vorher bestimmter Höhe im Todesfall an den Ehepartner oder an die kindergeldberechtigen Kinder ausgestaltet werden.
- Es kann eine zusätzliche – steuerlich jedoch nicht geförderte – Zusatzversicherung zur „Beitragsrückerstattung im Todesfall vor Rentenbeginn“ abgeschlossen werden (gegebenenfalls mit vollumfänglichem Bezugsrecht).
- Das angesparte Vermögen wird für eine Hinterbliebenenrente an den Ehepartner oder die kindergeldberechtigten Kinder verwendet, sofern solche vorhanden sind. Inwieweit solche Hinterbliebenenleistungen auch nach Rentenbeginn gezahlt werden, ist unterschiedlich geregelt.

### In der Rentenphase
Stirbt der Versicherte während der Rentenphase, verfällt das eingezahlte Kapital, das rechnerisch noch nicht ausbezahlt wurde, es sei denn, dass eine Rentengarantiezeit vereinbart wurde. Ist der Sparer verheiratet, kann eine Hinterbliebenenrente für den Ehepartner vereinbart werden.
Dazu gibt es, je nach Anbieter, verschiedene Modelle:
- Die Hinterbliebenenrente beträgt einen bestimmten Prozentsatz (z. B. 60 %) der Hauptrente.
- Die Hinterbliebenenrente kann durch Vereinbarung einer Rentengarantiezeit ausgestaltet werden. Ist eine solche Leistung für 10 Jahre vereinbart und stirbt die versicherte Person nach fünf Jahren, wird der Wert der in den ersten 10 Jahren zu zahlenden Rente (hier der Rente für 5 Jahre) verwendet, um daraus eine lebenslange Rente an die Witwe/den Witwer zu finanzieren (bzw. eine Rente an die Kinder).
- Es werden auch Verträge angeboten, in denen nicht die Renten für eine bestimmte Bezugszeit, sondern das Rentenkapital bei Rentenbeginn Ausgangspunkt für die Hinterbliebenenrente ist. Von diesem Kapital werden bereits gezahlte Renten abgezogen und der verbleibende Wert wird verrentet.

Die Leistung für die Kinder kann nur solange gezahlt werden, wie der Verstorbene für die Kinder Kindergeld erhielte, in der Regel bis zum Ende der Berufsausbildung, maximal bis zum 25. Lebensjahr des Kindes.

## Zusatzversicherungen
Zu einer Rürup-Rente können Zusatzversicherungen abgeschlossen werden, deren Beiträge wie die der Rürup-Rente steuerlich gefördert sind:

### Hinterbliebenenabsicherung
Eine Hinterbliebenenrente kann für den Ehepartner (oder den Lebenspartner), mit dem der Versicherungsnehmer zum Zeitpunkt seines Todes in gültiger Ehe lebt sowie für Kinder (Bedingung: Kindergeldanspruch) vereinbart werden. Problematisch ist hierbei, dass bei Scheidung oder Wegfall des Kindergeldanspruchs Leistungen aus Zusatzversicherungen nicht möglich sind.

### Berufsunfähigkeitsversicherung
Eine Rente oder eine Beitragsübernahme bei einer Erwerbs- oder Berufsunfähigkeit kann im Rahmen einer Rürup-Rente übernommen werden. Der Beitrag für diese Zusatzversicherung muss kleiner als der Beitrag für die Altersvorsorge sein, damit der Vertrag steuerlich gefördert bleibt. Zum Beitrag für die Altersvorsorge zählt bei der Berufsunfähigkeitsversicherung auch der Beitragsanteil für die Beitragsbefreiung (im Gegensatz zum Beitrag für die Rentenzahlung im Invaliditätsfall). Vorteil ist hierbei, dass die Gesamtprämie steuerlich absetzbar ist. 50 % der Prämie müssen jedoch zwingend auf den Altersversorgungsteil entfallen. Eine getrennte Berufsunfähigkeitsversicherung kann zwar ebenfalls als Sonderausgabe abgesetzt werden, fällt aber unter den Höchstbetrag von 2.800 € bzw. 1.900 € für sonstige Vorsorgeaufwendungen nach § 10 Abs. 1 Nr. 3a EStG. Da dieser Höchstbetrag meist durch die Krankenversicherungsbeiträge bereits aufgebraucht ist, sind die Beiträge zu einer gesonderten Berufsunfähigkeitsversicherung selten steuerlich wirksam.
Die Kombination von Rürup-Rente und Berufsunfähigkeitsversicherung bietet auch Nachteile. So ist es häufig nicht möglich, die Rürup-Rente beitragsfrei (Kündigung nicht möglich) zu stellen, ohne auch die Berufsunfähigkeitsversicherung zu verlieren.
Zahlungsschwierigkeiten werden unter Versicherern unterschiedlich behandelt. Wird die Berufsunfähigkeitsversicherung mit der Rüruprente gekoppelt, kommt es im Leistungsfall zur nachgelagerten Besteuerung der Berufsunfähigkeitsrente, wenn sie als Zusatzversicherung im Rürup-Modell dient. Bei einer ungekoppelten Berufsunfähigkeitsversicherung im Privatbereich wird nur der Ertragsanteil versteuert. Dies kann zur kalkulatorischen Unsicherheit bei Vertragsabschluss und zu Steuermehrbelastungen im Leistungsfall führen – besonders, wenn bei Berufsunfähigkeit weitere hohe Einkommen, z. B. Kapitalerträge oder Mieteinnahmen erzielt werden. Der zu besteuernde Anteil wird dabei langfristig weiter erhöht. So soll der Besteuerungsanteil der Rente bis 2040 auf 100 Prozent angehoben werden (Kohortenprinzip). Bei Prüfung der Vor- und Nachteile sollte daher immer die persönliche Steuerlast in die Überlegungen einbezogen werden.

## Unisex-Tarife ab 2012
Der EuGH hatte am 1. März 2011 ein Urteil in Sachen Unisex-Tarife gefällt: Das Geschlecht des Versicherungsnehmers darf nicht als Tarifkriterium verwendet werden, obwohl unterschiedliche Risiken vorliegen können.

## Bewertung

### Zielgruppen
Zielgruppe sind sozialversicherungsbefreite Selbständige, da ihnen eine Vorsorge über die Betriebliche Altersversorgung und die Riester-Rente verwehrt ist. Eine weitere Zielgruppe sind die Vertreter der freien Berufe, die Pflichtmitglieder einer berufsständischen Versorgung sind (etwa Apotheker, Ärzte, Tierärzte, Rechtsanwälte, Steuerberater oder Architekten), denn auch sie können Riester mangels Pflichtversicherung zur GRV nicht originär nutzen. Schließlich richtet sich die Rürup-Rente auch an Angestellte mit hohen rentenversicherungspflichtigen Einkünften: Während Beiträge zur klassischen Rentenversicherung oder Kapitallebensversicherung ab Versicherungsbeginn 2005 nicht mehr als Sonderausgaben abzugsfähig sind, können Angestellte mit Rürup-Verträgen den Sonderausgaben-Höchstbetrag von 27.566 € pro Jahr und Person nutzen. Das absetzbare Kontingent wird dabei um den Arbeitnehmer-Anteil sowie den steuerfreien Arbeitgeber-Anteil zur gesetzlichen Rentenversicherung (GRV) gekürzt; bei Beamten erfolgt eine fiktive Kürzung um den entsprechenden Gesamtbeitrag zur GRV, ähnlich bei Gesellschafter-Geschäftsführern einer Kapitalgesellschaft, die eine betriebliche Versorgung finanzieren.

### Vorteile
- Es wird – wie auch bei anderen Rentenversicherungsverträgen – eine lebenslange Leibrente gezahlt.
- Staatliche Förderung (Steuervorteile über Sonderausgabenabzug), wobei Beiträge zur gesetzlichen Rentenversicherung beziehungsweise der Versorgungswerke das Kontingent schmälern.
- Das angesparte Kapital bleibt im Falle einer längeren Arbeitslosigkeit (ALG II) bei der Anrechnung von Vermögen unberücksichtigt.
- Wertsteigerungen in der Ansparphase unterliegen auf Seite des Versicherungsnehmers keiner Besteuerung.
- Eine eingeschlossene Berufsunfähigkeitsversicherung kann steuerlich abgesetzt werden, wenn ihr Anteil am Beitrag 50 % nicht übersteigt. Der Beitrag für einen eingeschlossenen Baustein der „Beitragsbefreiung bei Berufsunfähigkeit“ gilt dabei als Beitrag für die Altersvorsorge.
- Flexible Besparung: Die Kosten können zunächst niedrig gehalten werden, wenn das Budget und die Geschäftsentwicklung dies nur eingeschränkt erlauben. Einzahlungen können zeitweise ausgesetzt werden.
- Lediglich in der gesetzlichen Krankenversicherung freiwillig Versicherte zahlen auf den Rürup-Auszahlbetrag Kranken- und Pflegeversicherungsbeiträge. Alle übrigen erhalten die Auszahlung ohne Abzüge zugunsten der gesetzlichen Kranken- und Pflegeversicherung.

### Nachteile
- Die Rürup-Rente bietet kein Kapitalwahlrecht. Leistungen erfolgen frühestens nach Vollendung des 62. Lebensjahres (bis 2012 frühestens nach Vollendung des 60. Lebensjahres). Es sind ausschließlich Leibrenten vorgesehen.
- Rentenzahlungen müssen abhängig vom Rentenbeginnjahr versteuert werden (Kohortenprinzip).
- Rürup-Verträge können nicht beliehen, übertragen oder verschenkt werden. Auch eine Kündigung und die Auszahlung eines „Rückkaufswertes“ ist ausgeschlossen, möglich ist aber eine Beitragsfreistellung.
- Bei unverheirateten Personen verfällt das gesamte Kapital im Todesfall. Es ist keine Vererbung möglich.
- Bei Tod des Versicherten vor Rentenbeginn verfällt das eingezahlte Kapital. Es kann, je nach Anbieter unterschiedlich, eine Zusatzversicherung als Hinterbliebenen-Rente oder eine steuerlich nicht geförderte Beitragsrückgewähr vereinbart werden.
- Auch bei Tod des Versicherten nach Rentenbeginn verfällt das eingezahlte Kapital. Eine Rentengarantiezeit gibt es bei Rürup-Renten nicht bei allen Anbietern. Sofern der Sparer verheiratet ist, kann eine Hinterbliebenenrente für den Ehegatten vereinbart werden.
- Während bei Riesterrenten eine Übertragung des Sparguthabens abzüglich einer Bearbeitungsgebühr auf einen anderen Anbieter stets möglich ist, bieten nur wenige Versicherer die Übertragung des Kapitals auf andere an. Meist besteht nur die Möglichkeit, den Vertrag beitragsfrei zu stellen. Anderes kann im Rahmen des Ehescheidungsrechts für den Versorgungsausgleich gelten.
- Eine abgesicherte Berufsunfähigkeitsrente ist im Leistungsfall steuerpflichtig.

### Rürup-Rente oder gesetzliche Rentenversicherung
Die gesetzliche Rentenversicherung bietet im Unterschied zur Rüruprente weitergehende Zusatzleistungen. Auszahlungen der Rürup-Rente sind im Gegensatz zur gesetzlichen Rentenversicherung von Abzügen für die Sozialversicherung befreit – außer bei den in der Krankenversicherung der Rentner freiwillig Versicherten.
| Eigenschaft                    | Gesetzliche Rentenversicherung | Rürup-Rente |
| ------------------------------ | --- | --- |
| Garantierte Rente              | Die Summe der eingezahlten Beiträge, verteilt auf die durchschnittliche Rentenbezugsdauer von derzeit 18 Jahren (Enteignungsverbot).                                                                          | Es existieren Rürup-Rentenverträge mit und ohne Beitragsgarantie. Auch bei Wahl einer fondsgebundenen Absicherung muss kein Garantiezins gewährt werden. Bei Unisextarifen (seit 2012) erhalten Männer und Frauen eine gleich hohe Auszahlung, bei geschlechterspezifischen Tarifen (vor 2012) erhalten Frauen wegen statistisch höherer Lebenserwartung weniger Rente. |
| Rendite                        | Lohn-/Gehaltsentwicklung der Beitragszahler. | Ertrag der Kapitalanlage nach Gebühren. |
| Zusätzliche Standardleistungen | - Hinterbliebenenversorgung als Witwen- und Waisenrente - Versorgung bei Erwerbsunfähigkeit oder Erwerbsminderung ohne Gesundheitsprüfung - Anrechnung der Kindererziehungszeiten - Berufliche Rehabilitation | |

### Altersvorsorge-Verbesserungsgesetz
Im Juni 2013 wurde das Altersvorsorge-Verbesserungsgesetz verabschiedet. Hier ergeben sich nun für Verbraucher, die eine Riester- oder Rürup-Rente abschließen, Neuerungen. Eingeführt wird ein einheitliches Produktinformationsblatt. Anbieter müssen nun im Internet Produktinformationsblätter anbieten, sodass der Kunde vor einem Vertragsabschluss die Möglichkeit hat, sich über die Rürup-Rente zu informieren. Neben den Merkmalen der Rürup-Rente müssen auch der Vertragsablauf auf Grundlage der Kundeninformationen sowie die Dauer des Vertrages festgehalten werden. Folgende Kennzahlen zur Rürup-Rente wird das Produktinformationsblatt enthalten:
- Kosten- und Renditekennziffern
- Effektivkosten
- Einteilung in Chancen-Risiko-Klassen

Inhalt und Aufbau sind vom Gesetzgeber vorgegeben. Das Produktinformationsblatt soll Vergleichbarkeit herstellen. Bei einem Verstoß gegen Informationspflichten oder bei falschen Angaben kann der Versicherte den Vertrag kündigen und erhält sein Kapital samt Zinsen zurück. Dieses Recht besteht bis zu 2 Jahre nach Vertragsabschluss.

## Kritik
- Als Einwand wurde dem Rürup-Prinzip entgegengehalten, dass ein hoher Anteil der Rente später versteuert werden muss, Beiträge jedoch nur zum Teil steuerlich absetzbar sind.[11] Dieser Kritik wurde begegnet, indem ein steigender Anteil der Beiträge steuerlich absetzbar wurde. Seit 2023 sind Beiträge (bis zu einer Höchstgrenze) voll absetzbar.[12]

- Falls der Versicherte etwa auf Grund geringeren Einkommens weitere Beiträge zum Rürup-Vertrag nicht aufbringen möchte, kann er den Vertrag nur ruhend stellen, nicht aber durch Kündigung beenden.[13]

- Die seit 2013 angegebene Effektivkostenquote beinhaltet bei fondsgebundenen Produkten oft nicht die realen Fondskosten der ausgewählten Fonds. Manche Anbieter rechnen mit Pauschalwerten. Auch fehlen in Berechnungen Handels- & Transaktionskosten, die auf Fondsebene anfallen und in der Total Expense Ratio nicht enthalten sind.